# Cantimplora

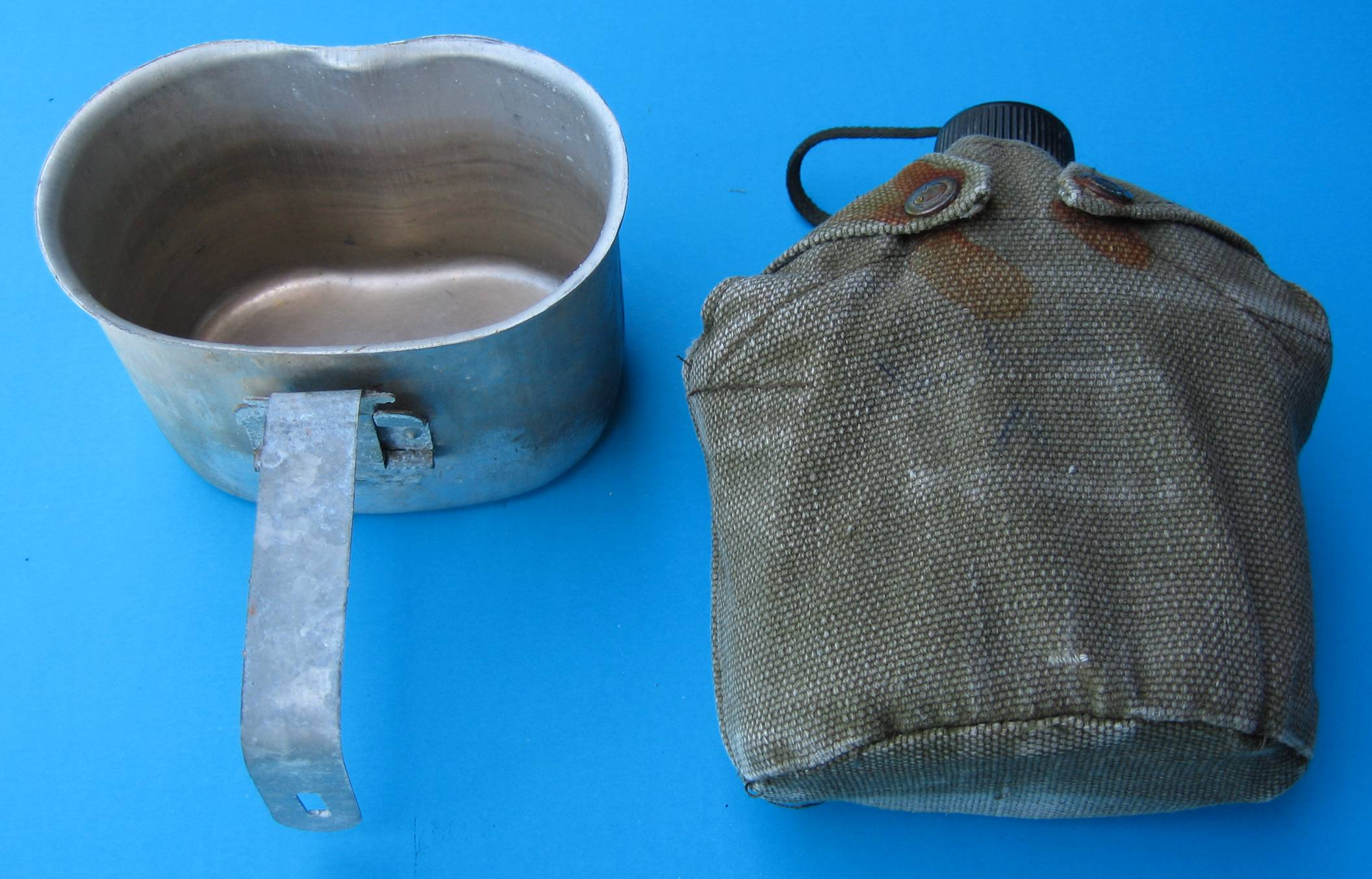
Cantimplora militar y recipiente para el rancho, que se acopla a su exterior,

Cantimplora es la vasija o recipiente que se utiliza para llevar bebida, habitual en viajes, excursionismo, vida militar y trabajadores del campo. Puede disponer de asas u otro medio de sujeción para llevarla suspendida del hombro o de la cintura, así como un material aislante para mantener la temperatura fría de la bebida en tiempo caluroso, ya sea recubriendo el recipiente o con una cámara de aire. Algunos tipos de cantimploras llevan acoplada una taza en la base o la tapa.

## Historia
Entre las primeras cantimploras están las que se hacían con una calabaza a la que se practicaba un orificio de salida y se secaba al fuego. Igualmente primitivos han sido diversos tipos de recipientes de barro: botijones, botijas pastoras, botijas chatas, botija de campo, barriletes, habituales en la iconografía de las peregrinaciones.

Tipos de cantimplora de barro
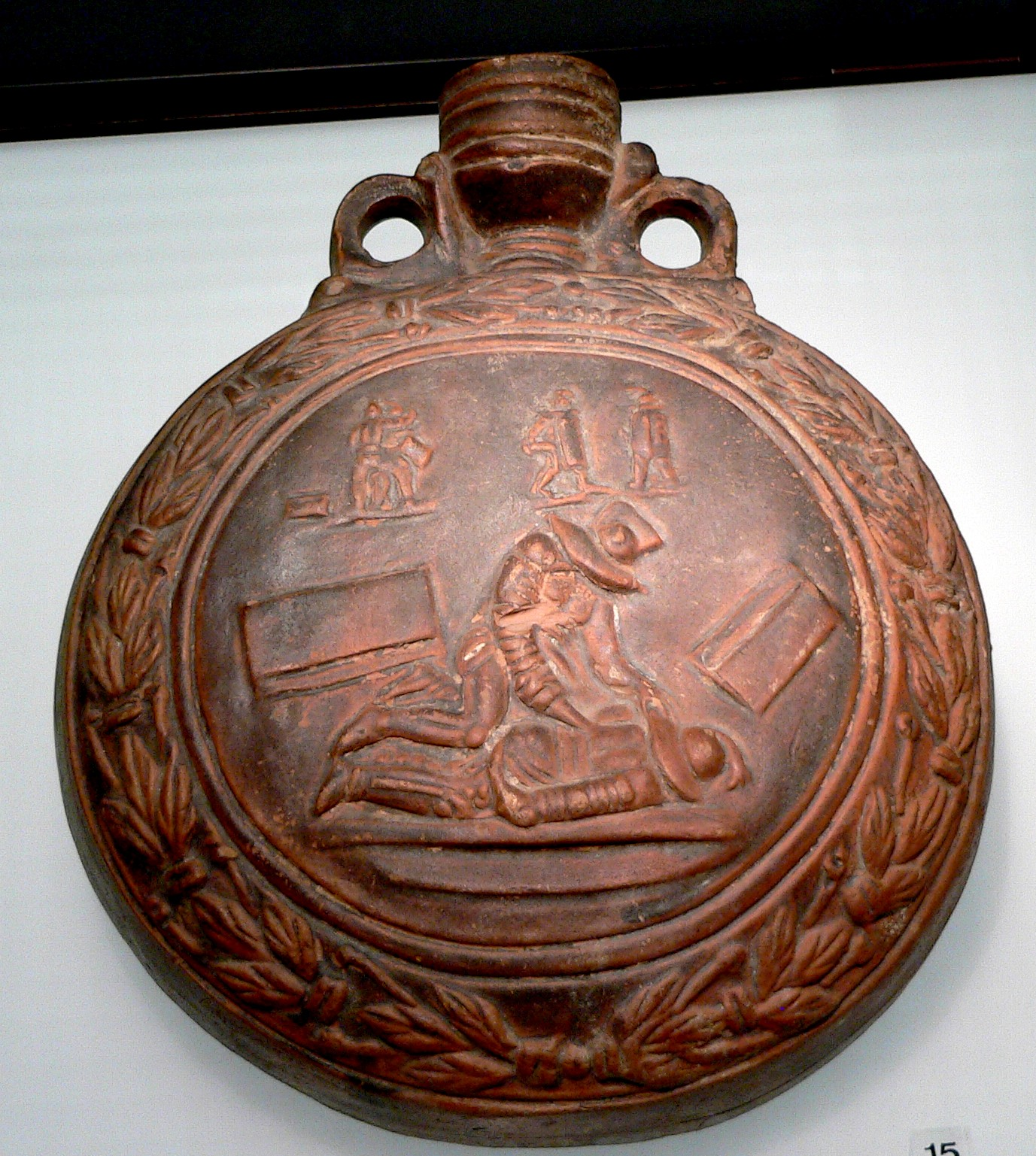
Cantimplora de legionario romano del siglo II. Museo Romano-Germánico de Colonia.
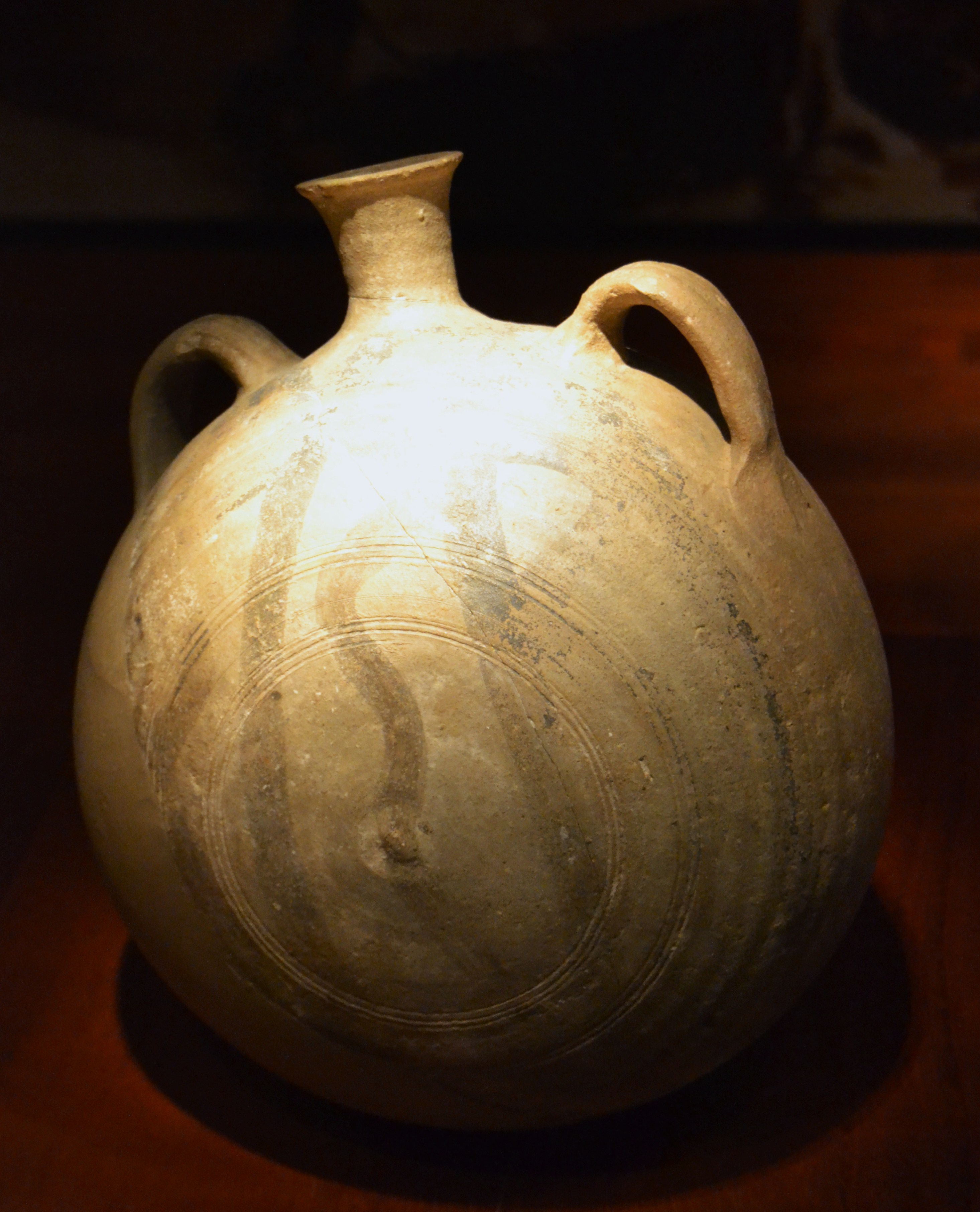
Cantimplora decorada con óxido de manganeso (ss. XI-XIII). Museo de historia de Valencia.
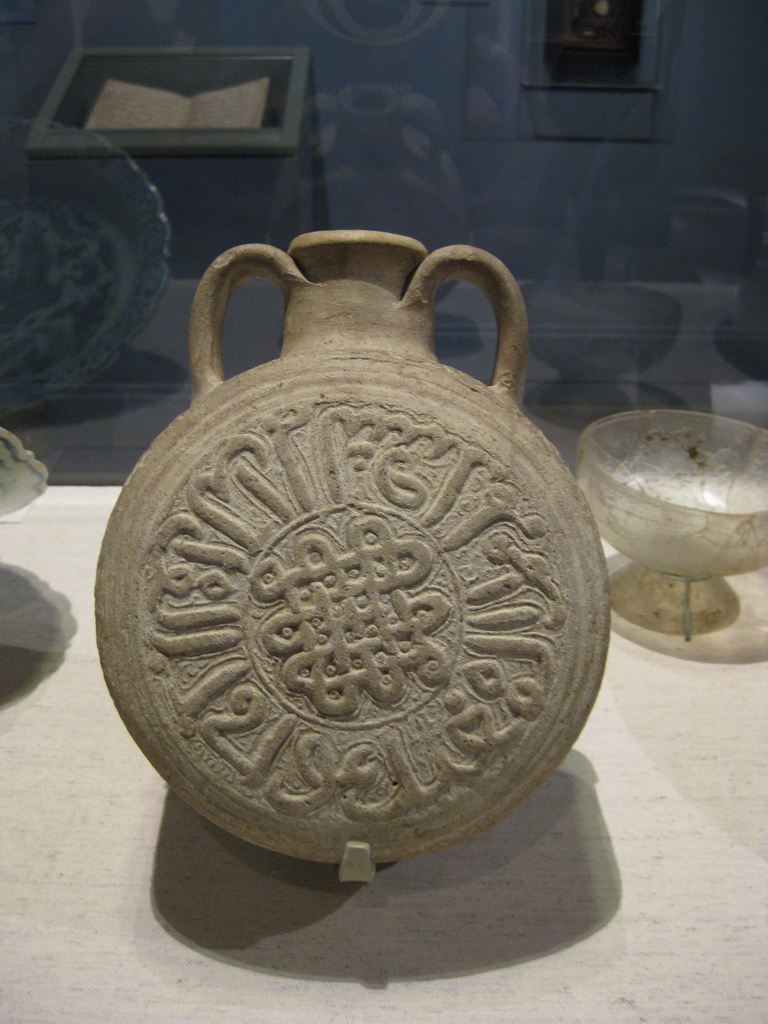
Cantimplora del siglo XV (imperio musulmán, Siria o Egipto). LACMA (California).

Asimismo, en la Antigüedad ya eran conocidas las botas de cuero y los recipientes metálicos. Las primeras tienen el inconveniente de que se van "picando" e incluso llegan a inutilizarse si no se usan, además de que suelen dar al líquido que contiene el gusto de la pez que reviste interiormente el cuero.
Más tarde, surgieron las cantimploras de vidrio, que preservaban mejor las propiedades de la bebida. Dada su fragilidad, se llevaban en cestos de mimbre o cubiertas con tela y se cerraban con tapones de corcho. Entre los diseños de mediados del siglo XIX proliferaron las cantimploras metálicas (hojalata, acero inoxidable o aluminio), con tapón de rosca que con frecuencia estaba sujeto al recipiente con una cadenita, y disponían de un correaje para facilitar el transporte y evitar su extravío. Diseños más actuales presentan el uso de plásticos, especialmente polietileno o policarbonato. Por lo general son tan ligeros o más que las metálicas, y más resistentes.[cita requerida]

Evolución histórica de la cantimplora
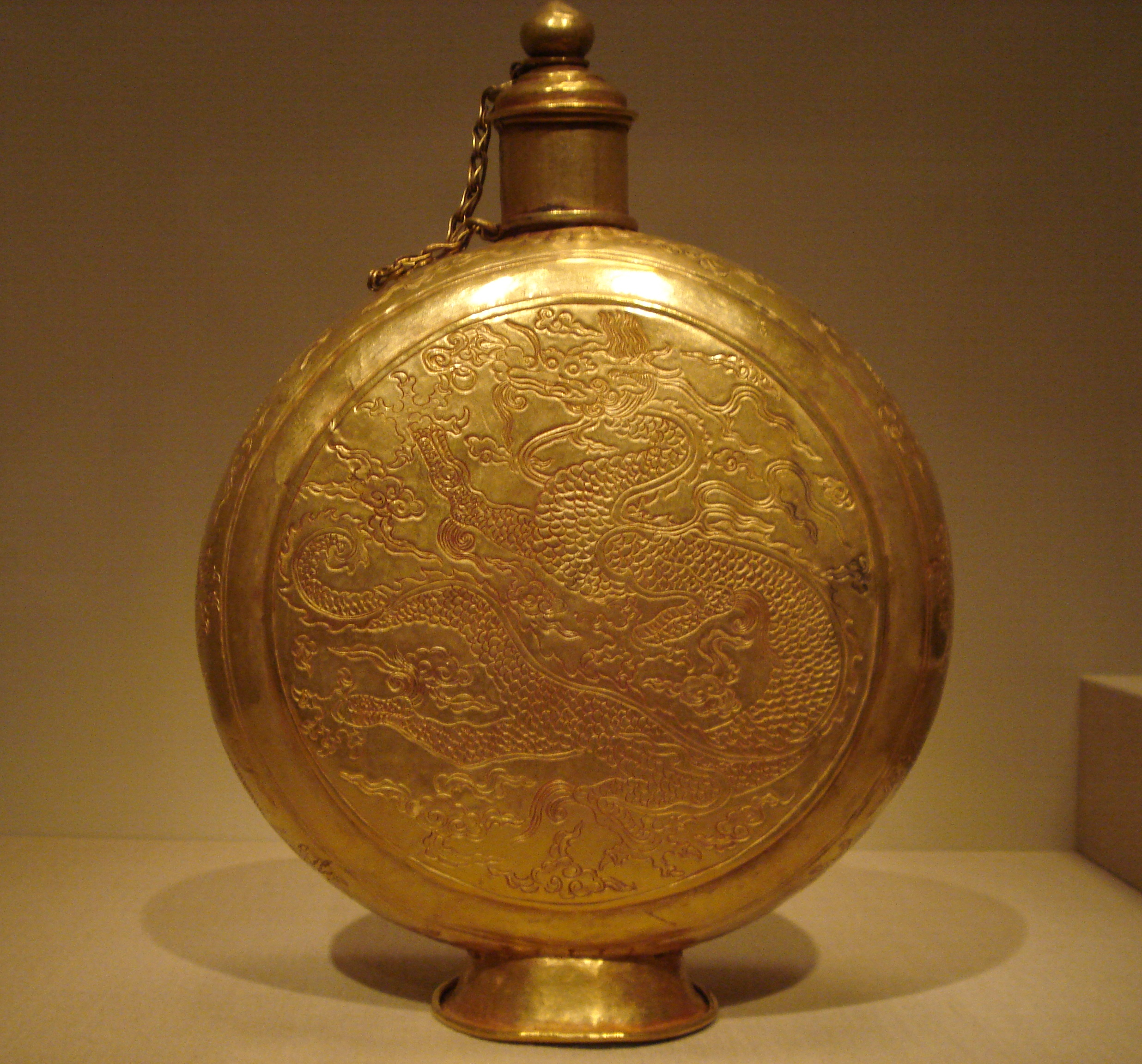
Cantimplora labrada en oro. Dinastía Ming (China, ss. XIV-XVII).
Camtimplora heráldica.
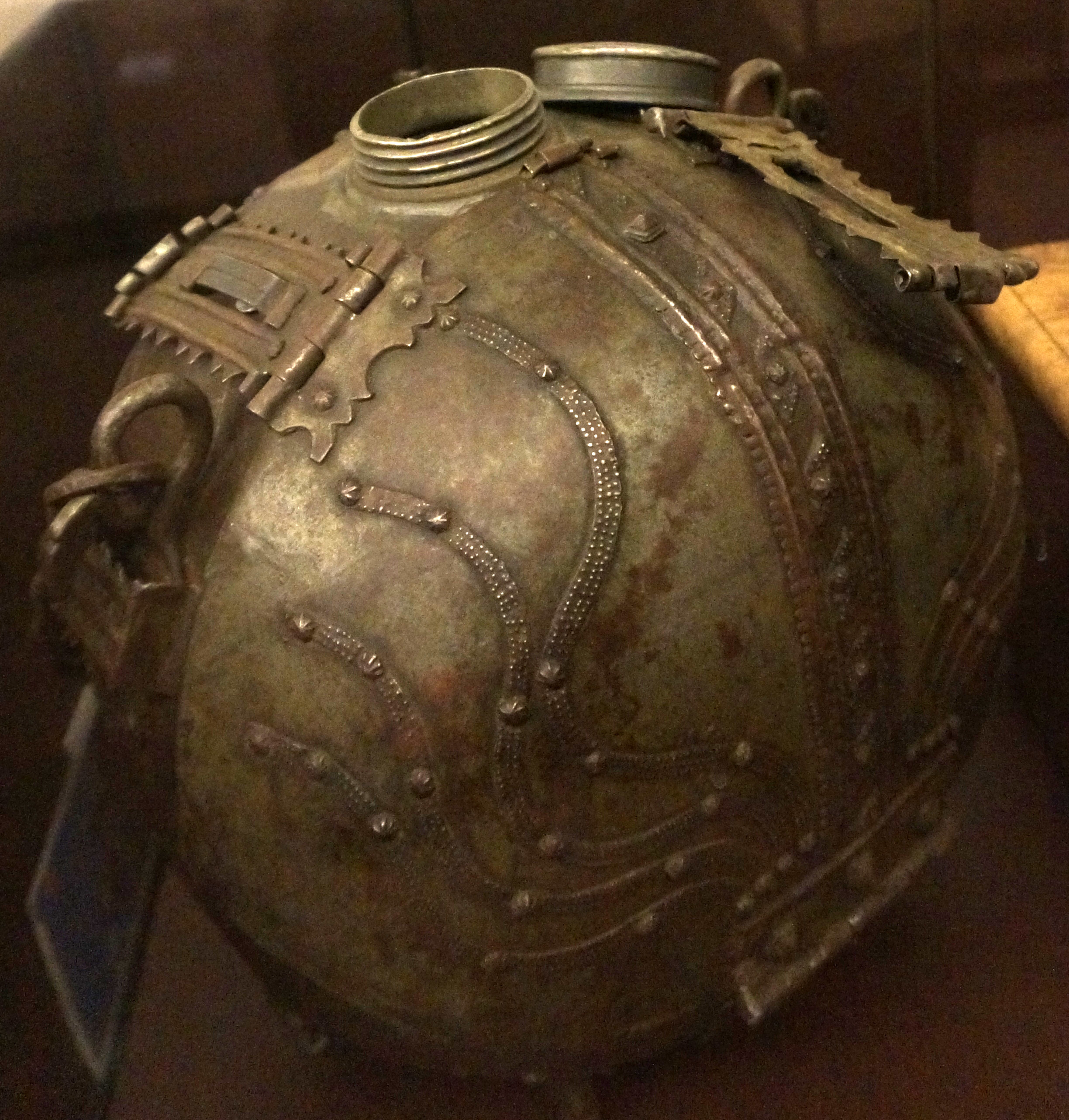
Cantimplora del ajuar de combate de un granadero de Enghien del siglo XVIII. Museo de la Armada (París).